# Ван Рой, Барт
Барт ван Рой (нидерл. Bart van Rooij; род. 26 мая 2001, Эсарен, Северный Брабант) — нидерландский футболист, защитник клуба «Твенте».

## Клубная карьера
Ван Рой — воспитанник клубов «Эстрия» и НЕК. 22 февраля 2019 года в матче против «Алмере Сити» он дебютировал в Эрстедивизи в составе последних. 16 октября 2020 года в поединке против дублёров «Утрехта» Барт забил свой первый гол за НЕК. В 2021 году игрок помог клубу выйти в элиту. 14 августа в матче против амстердамского «Аякса» он дебютировал в Эредивизи.
23 августа 2024 года ван Рой подписал четырёхлетний контракт с «Твенте».